# پاتولا، هلسینکی
پاتولا (فنلاندی) یک محله شمالی-مرکزی در هلسینکی، فنلاند است.